# 托木吾斯塘镇
托木吾斯塘乡，是中华人民共和国新疆维吾尔自治区喀什地区莎车县下辖的一个乡镇级行政单位。

## 行政区划
托木吾斯塘乡下辖以下地区：
罕艾日克村、依希来木其村、吐古其村、墩吾斯塘村、尤喀贝依什巴格村、贝依什巴格村、欧尔达吾斯塘村、吉格代艾日克村、托木吾斯塘村、加依铁热克村、墩巴格村、迪汗其村、尕孜兰干村、阿克迪力村和拜什托格拉克村。